# مينامي شيميزو
مينامي شيميزو (باليابانية: 清水美並) هي لاعب هوكي الحقل يابانية، ولدت في 14 يوليو 1993.

## وصلات خارجية
- مينامي شيميزو على موقع أوليمبيديا (الإنجليزية)